# Резолюция Совета Безопасности ООН 29
Резолюция Совета Безопасности ООН 29 — резолюция, принятая 12 августа 1947 года. Совет рассмотрел заявления с просьбой о приёме в Организацию 11 государств (Албания, Иордания, Ирландия, Португалия, Венгрия, Италия, Австрия, Румыния, Болгария, Доминион Пакистан и Йеменское Мутаваккилийское королевство) и рекомендовал Генеральной Ассамблее принять в члены ООН страны Йемен и Пакистан. По остальным государствам совет отложил их дальнейшее рассмотрение.
Резолюция была принята через несколько дней после разделения Британской Индии и фактически оформила появление независимых государств Индия и Пакистан. Это был первый в истории ООН случай разделения страны и резолюция заложила основы принципов поведения ООН в подобных случаях; по аналогичному сценарию в ООН были приняты Черногория (резолюция 1691) и Южный Судан.

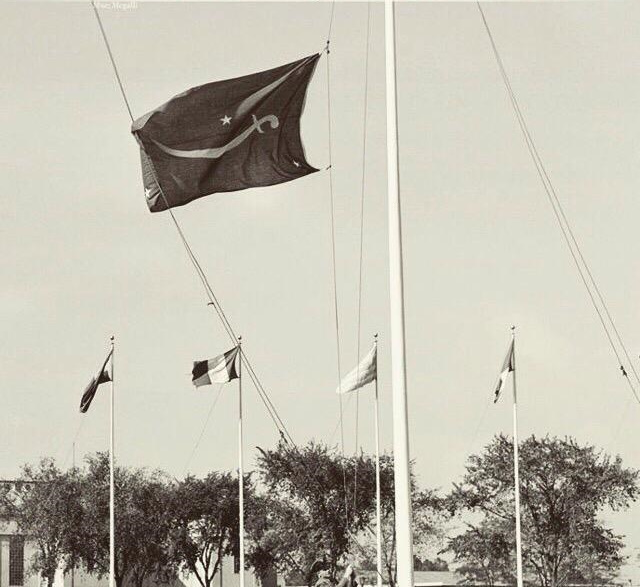
Флаг Йемена в ООН. 1947 год.